# Ermita de San Sebastián (Ayamonte)
La ermita de San Sebastián está situada en el término municipal de Ayamonte, Huelva, España. Construida en mampostería a principio del siglo XVI, es de claro estilo sevillano, tal y como imperaba en toda la zona. Declarada casi en ruinas, fue restaurada en el año 1935, sin mucho éxito, ya que en 1948, tuvo que ser cerrada al culto. A día de hoy, es usada por asociaciones culturales, así como un espacio para exposiciones y charlas.

## Descripción del edificio
Esta sencilla ermita situada en el casco histórico de la ciudad, está construida sobre un promontorio desde el que se divisa el vecino Portugal, construida con tres naves desiguales, pues la central es más alta y ancha que las laterares, reforzadas con arcos apuntados. Lo más destacable de esta sencilla construcción de finales del siglo XV y principios del siglo XVI, es su entrada, que posee un arco cornupial en ladrillo, y el campanario de tipo espadaña que se encuentra desplazado hacia un lateral del eje central. 
Las naves laterales constan de techumbre de tejas de barro cocido orientadas hacia una sola caída de aguas, siendo la central a dos aguas, y el presbiterio que se halla al fondo de esta última a cuatro aguas. En el interior se puede observar cómo la nave de la derecha se cubre con una bóveda pequeña construida en ladrillo, y la nave denominada del Evangelio da acceso a la sacristía. Se cree que esta pequeña ermita, pudo albergar, por su estilo y posición dentro del casco urbano de la villa medieval, otro tipo de santuario dedicado al rezo de otras religiones.

## Galería

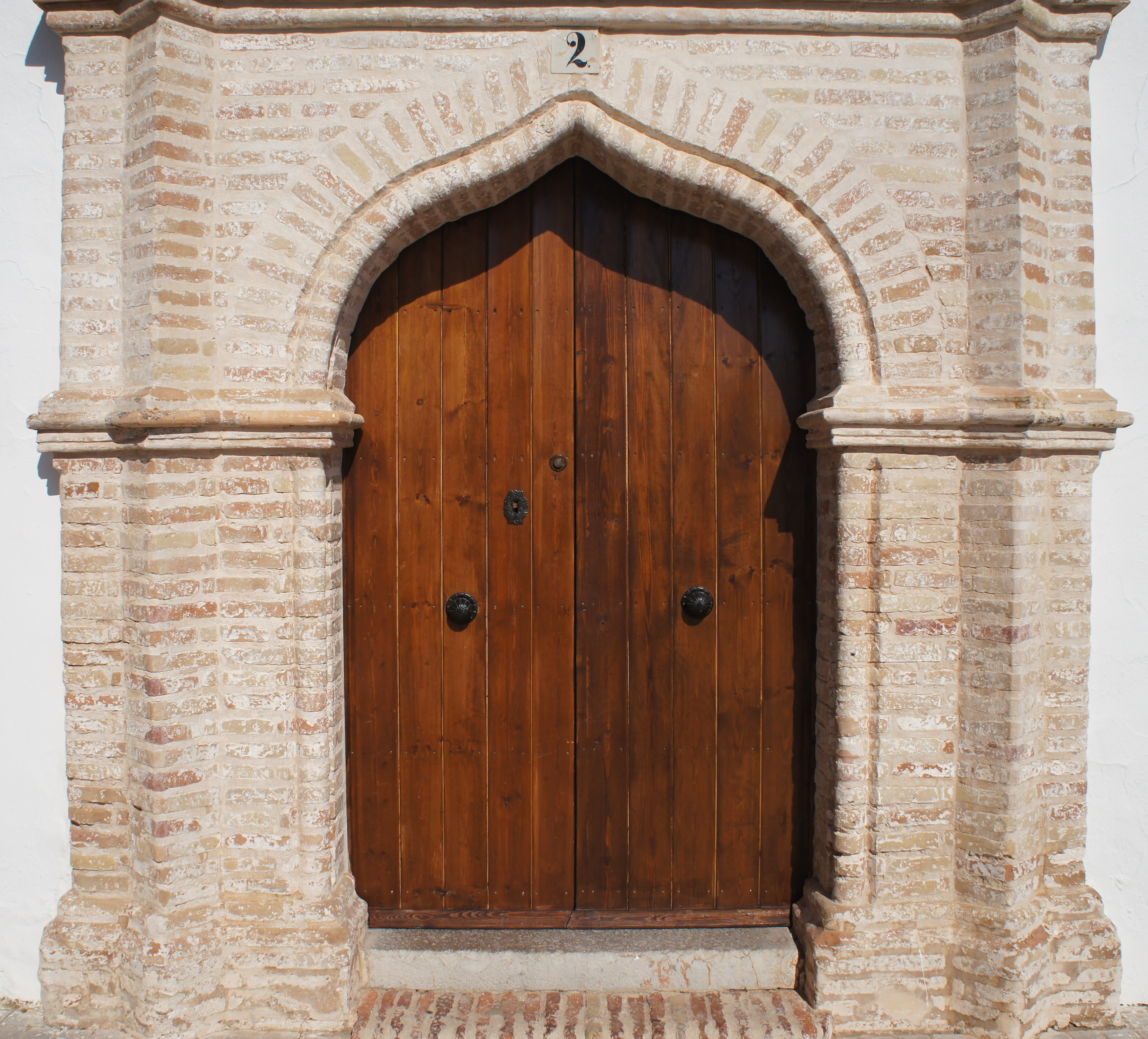
Puerta de la Ermita de San Sebastián.
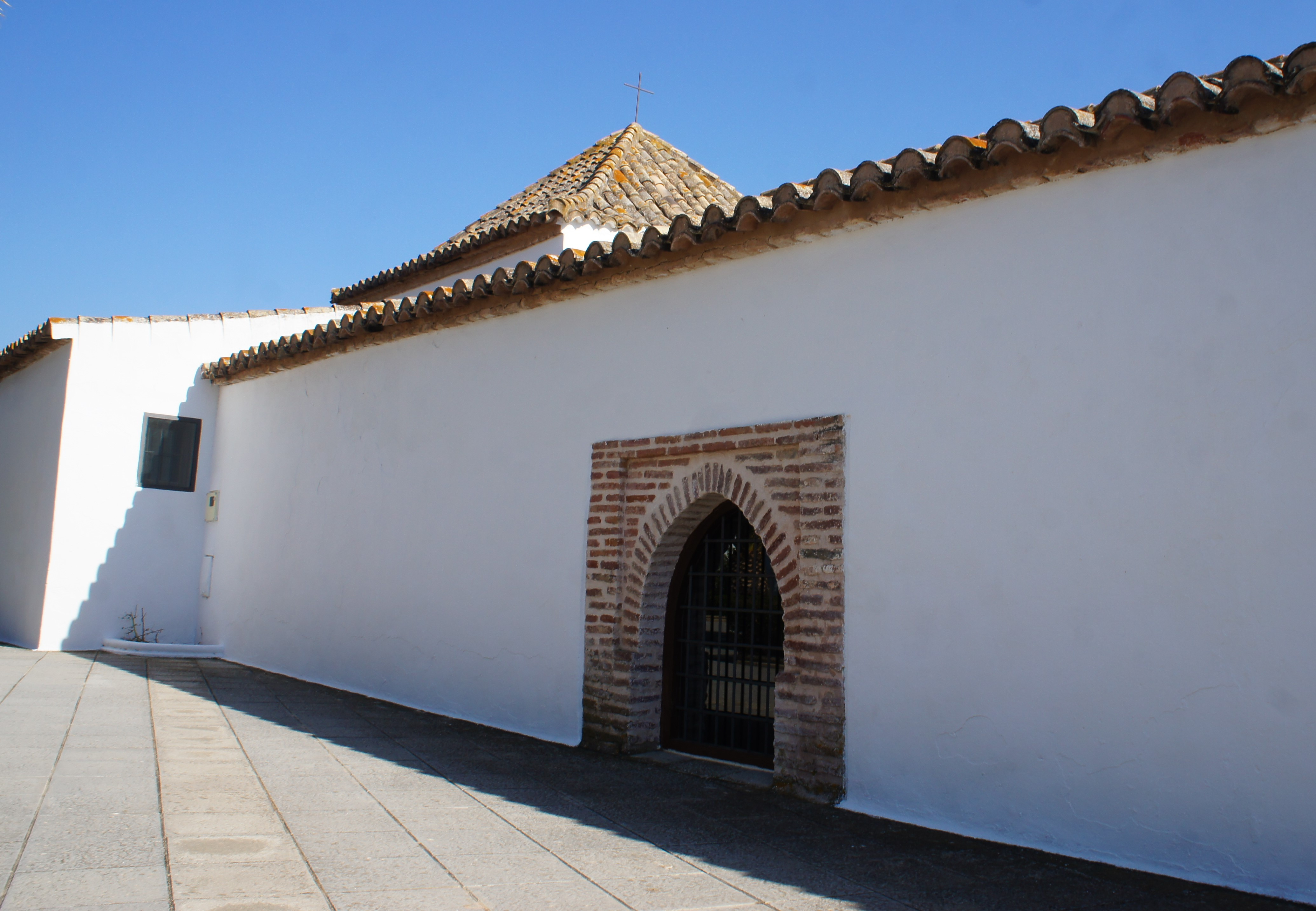
Pared lateral de la Ermita de San Sebastián.
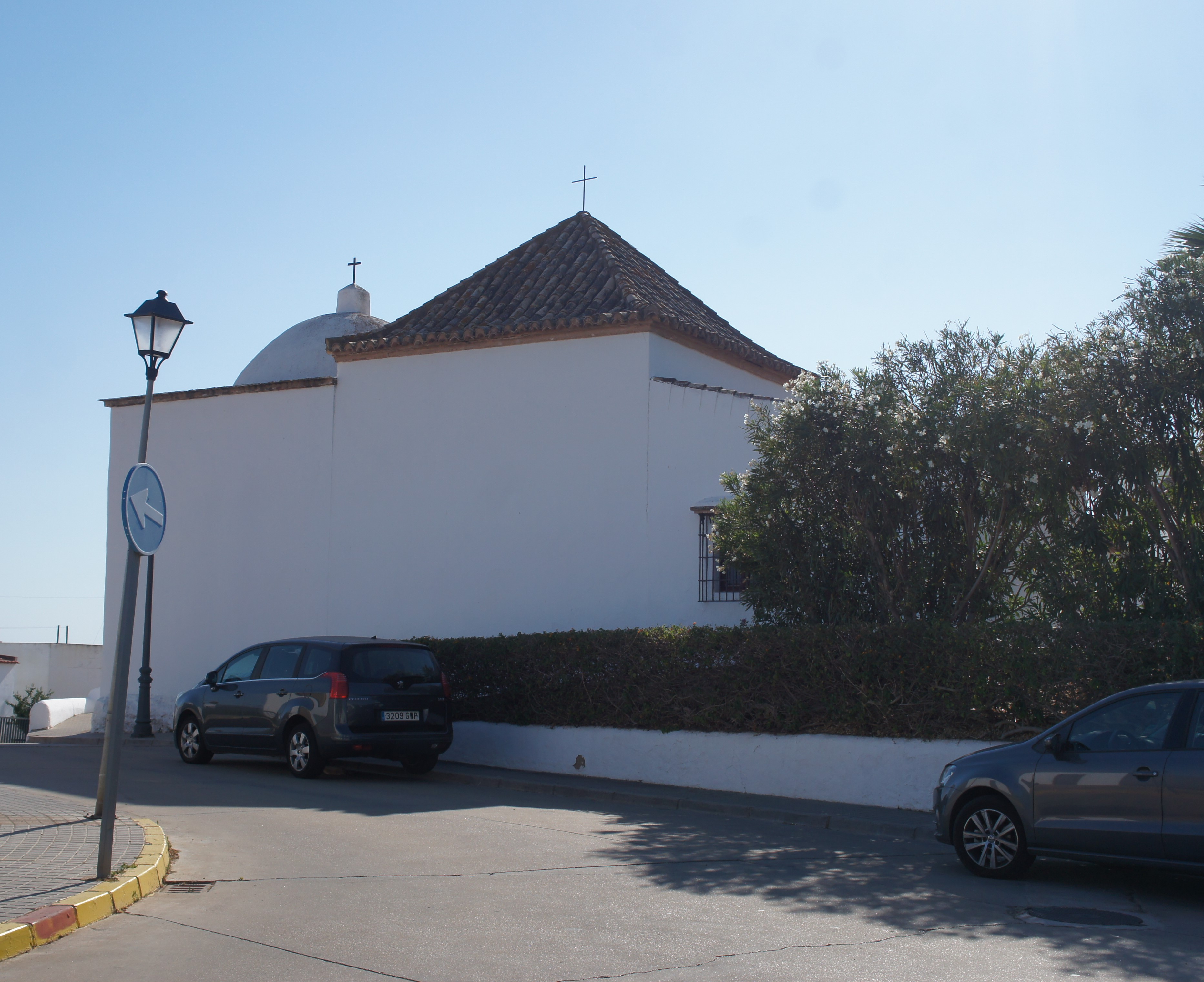
Vista trasera de la Ermita de San Sebastián.